# NGC 5679D
NGC 5679D is een spiraalvormig sterrenstelsel in het sterrenbeeld Maagd. Het hemelobject werd op 12 mei 1793 ontdekt door de Duits-Britse astronoom William Herschel.

## Synoniemen
- MCG 1-37-36
- Arp 274
- VV 458
- PGC 52129